# Универсальная поперечная проекция Меркатора

Определение зоны UTM

Универсальная поперечная проекция Меркатора (UTM, от англ. Universal Transverse Mercator) это система картографических проекций, в которой поверхность Земли разделена на 60 вытянутых в меридиональном направлении зон шириной 6 градусов. Каждая из этих зон имеет свой центральный меридиан и проецируется по отдельности в поперечной проекции Меркатора.

## Особенности
В отличие от проекции Гаусса — Крюгера, в UTM используется масштабный коэффициент, равный 0,9996. Вследствие чего в этой проекции коэффициент масштаба равный единице находится не на линии центрального меридиана, а на некотором расстоянии (около 180 км) по обе стороны от него. Благодаря этому максимальное искажение в пределах шестиградусной зоны не превышает 0,1%.
Другим отличием является нумерация зон. Здесь центральный меридиан первой зоны имеет долготу 177° з. д. Таким образом, например, 7-я зона в проекции Гаусса — Крюгера соответствует 37-й зоне UTM. 
Отличается и порядок записи координат: в проекции Гаусса — Крюгера ось абсцисс направлена на север, а в UTM ось абсцисс направлена на восток, а ось ординат — на север. Во избежание отрицательных значений координат, к значению абсциссы прибавляются 500 000 м, а к значению ординаты в южном полушарии — 10 000 000 м.

## История
Существуют свидетельства, что начиная с 1942–1943 годов система, аналогичная UTM, использовалась германским Вермахтом. На аэрофотографиях того времени нанесены надписи UTMREF и буквенно-цифровое обозначение зон.
В современном виде система UTM была разработана инженерами армии США в 1940-х годах. Для континентальной части США в качестве референц-эллипсоида использовался эллипсоид Кларка 1866. Для остальной части поверхности Земли использовался эллипсоид Хейфорда (известный также как международный эллипсоид). В настоящее время в основе системы лежит эллипсоид WGS84.

## Альтернативы
Для отображения приполярных территорий вместо UTM используют систему UPS (англ. Universal Polar Stereographic coordinate system), основанную на полярной стереографической проекции.
В России и многих других странах для геодезических и картографических работ применяется проекция Гаусса — Крюгера, также основанная на поперечной проекции Меркатора.
В Великобритании, кроме UTM, также используется проекция Ordnance Survey National Grid, также основанная на поперечной проекции Меркатора.